# Greenville (Missouri)
Greenville é uma cidade localizada no estado americano de Missouri, no Condado de Wayne.

## Demografia
Segundo o censo americano de 2000, a sua população era de 451 habitantes.
Em 2006, foi estimada uma população de 443, um decréscimo de 8 (-1.8%).

## Geografia
De acordo com o United States Census Bureau tem uma área de
1,7 km², dos quais 1,7 km² cobertos por terra e 0,0 km² cobertos por água. Greenville localiza-se a aproximadamente 123 m acima do nível do mar.

## Localidades na vizinhança
O diagrama seguinte representa as localidades num raio de 32 km ao redor de Greenville.